# British Home Championship 1949-1950
Navigation
Édition précédente Édition suivante
Le British Home Championship 1949-1950 est la 55e édition de cette compétition réservée aux nations britanniques. C'est aussi une des plus marquantes car pour la première fois elle est utilisée pour qualifier des équipes à la Coupe du monde de football.

## Des qualifications pour la Coupe du monde
Les quatre équipes représentant les nations constitutives du Royaume-Uni de Grande-Bretagne et d'Irlande du Nord intègrent la FIFA en 1948. Elles deviennent ainsi candidates à la qualification pour la coupe du monde de football 1950 qui doit se tenir au Brésil.
La FIFA offre deux places pour la Coupe du monde au vainqueur et au deuxième de la compétition. Le British Home Championship est donc le groupe 1 du Tour préliminaire à la Coupe du monde de football 1950.
Cette intégration à la FIFA impose aussi que l'équipe d'Irlande de football, organisée par l'Association irlandaise de football (IFA) basée à Belfast en Irlande du Nord, se limite à un recrutement issu de sa seule zone géographique d'attribution, soit l'Irlande du Nord. En effet, la fédération d'Irlande de football basée elle à Dublin dans l'État indépendant d'Irlande propose elle-aussi une équipe dans cette compétition. Il n'est donc plus possible pour la FIFA que ces deux équipes puissent sélectionner les mêmes joueurs.
C'est donc la dernière fois que l'équipe d'Irlande porte ce nom. Lors des compétitions suivantes, elle prendra le nom d'Irlande du Nord ; et pour que le nom d'Irlande ne soit pas l’apanage d'une seule équipe et comme la FIFA refuse de prendre parti dans le conflit entre les deux États, elle impose à l'équipe de Dublin de porter le nom de république d'Irlande.

## La compétition

### Classement
| Rang | Équipe         | Pts | J | G | N | P | Bp | Bc | Diff |
| ---- | -------------- | --- | - | - | - | - | -- | -- | ---- |
| 1    | Angleterre     | 6   | 3 | 3 | 0 | 0 | 14 | 3  | +11  |
| 2    | Écosse         | 4   | 3 | 2 | 0 | 1 | 10 | 3  | +7   |
| 3    | Pays de Galles | 1   | 3 | 0 | 1 | 2 | 1  | 6  | -5   |
| 4    | Irlande        | 1   | 3 | 0 | 1 | 2 | 4  | 17 | -13  |

L'Angleterre remporte le British Home Championship.
La compétition revêt un caractère particulier car elle sert de phase éliminatoire pour le mondial : les deux premiers sont qualifiés pour la Coupe du monde de football 1950. Qualifiée, l’Écosse refusera pourtant de disputer la phase finale. En effet, la Fédération écossaise avait annoncé avant la compétition que l'équipe se rendrait au Brésil si et seulement si elle remportait le British Home Championship. Or, à cause de la défaite à domicile lors du dernier match contre l'Angleterre, l'Écosse termine à la deuxième place. La Fédération écossaise de football campe sur sa position initiale et déclare donc forfait pour le mondial brésilien. La FIFA propose alors la place de l'Écosse à la France, deuxième du groupe 3 des éliminatoires. Mais cette dernière après avoir accepté dans un premier temps décline finalement l'invitation. Par ailleurs un second forfait, celui de la Turquie, libère une autre place en phase finale et l'Irlande, deuxième du groupe 5, est à son tour invitée pour venir compléter le tableau. Après hésitation, les Irlandais refusent également cette invitation tardive.

### résultats
| 1er octobre 1949, Belfast | Irlande        | 2-8 | Écosse         |
| 15 octobre 1949, Cardiff  | Pays de Galles | 1-4 | Angleterre     |
| 9 novembre 1949, Glasgow  | Écosse         | 2-0 | Pays de Galles |
| 16 novembre 1949, Londres | Angleterre     | 9-2 | Irlande        |
| 8 mars 1950, Wrexham      | Pays de Galles | 0-0 | Irlande        |
| 15 avril 1950, Glasgow    | Écosse         | 0-1 | Angleterre     |

### Feuilles de match
| 1er octobre 1949 | Irlande             | 2-8 | Écosse                                                                         | Windsor Park, Belfast                                 |                                                       |
| 15:00            | Sammy Smyth 50e 60e |     | 2e 70e 88e Morris · 5e 31e (pen.) Waddell · 23e Steel · 24e Reilly · 80e Mason | Spectateurs : 50 000 Arbitrage : Reginald E. Mortimer | Spectateurs : 50 000 Arbitrage : Reginald E. Mortimer |

| 15 octobre 1949 | Pays de Galles | 1-4 | Angleterre                          | Ninian Park, Cardiff   |                        |
| 15:00           | Griffiths 80e  |     | 22e Mortensen · 29e 34e 66e Milburn | Arbitrage : Jack Mowat | Arbitrage : Jack Mowat |

| 9 novembre 1949 | Écosse                    | 2-0 | Pays de Galles | Hampden Park, Glasgow                             |                                                   |
| 14:30           | McPhail 25e · Linwood 78e |     |                | Spectateurs : 73 782 Arbitrage : Samuel Edgar Law | Spectateurs : 73 782 Arbitrage : Samuel Edgar Law |

| 16 novembre 1949 | Angleterre                                                                 | 9-2 | Irlande                 | Maine Road, Manchester    |                           |
| 15:00            | Rowley 5e 47e 55e 58e · Froggatt 28e · Pearson 31e 75e · Mortensen 35e 50e |     | 52e Smyth · 85e Brennan | Arbitrage : B M Griffiths | Arbitrage : B M Griffiths |

| 6 mars 1950 | Pays de Galles | 0-0 | Irlande | Racecourse Ground, Wrexham |                      |
| 15:00       |                |     |         | Arbitrage : A. Ellis       | Arbitrage : A. Ellis |

| 6 mars 1950 | Écosse | 0-1 | Angleterre  | Hampden Park, Glasgow                               |                                                     |
| 15:00       |        |     | 63e Bentley | Spectateurs : 133 991 Arbitrage : Reginald J. Leafe | Spectateurs : 133 991 Arbitrage : Reginald J. Leafe |